# Ponte de Lima
Ponte de Lima és un municipi portuguès, situat al districte de Viana do Castelo, a la regió del Nord i a la subregió de Minho-Lima. L'any 2021 tenia 41.164 habitants. Es divideix en 51 freguesies. Limita al nord amb Paredes de Coura, a l'est amb Arcos de Valdevez i Ponte da Barca, al sud-est amb Vila Verde, al sud amb Barcelos, a l'oest amb Viana do Castelo i Caminha, i al nord-oest amb Vila Nova de Cerveira.
Va rebre un fur de Teresa de Lleó i Núñez el 1125, raó per la qual és considerada la vila més antiga de Portugal.
| Població del municipi de Ponte de Lima (1801 – 2021) | Població del municipi de Ponte de Lima (1801 – 2021) | Població del municipi de Ponte de Lima (1801 – 2021) | Població del municipi de Ponte de Lima (1801 – 2021) | Població del municipi de Ponte de Lima (1801 – 2021) | Població del municipi de Ponte de Lima (1801 – 2021) | Població del municipi de Ponte de Lima (1801 – 2021) | Població del municipi de Ponte de Lima (1801 – 2021) | Població del municipi de Ponte de Lima (1801 – 2021) | Població del municipi de Ponte de Lima (1801 – 2021) |
| ---------------------------------------------------- | ---------------------------------------------------- | ---------------------------------------------------- | ---------------------------------------------------- | ---------------------------------------------------- | ---------------------------------------------------- | ---------------------------------------------------- | ---------------------------------------------------- | ---------------------------------------------------- | ---------------------------------------------------- |
| 1801                                                 | 1849                                                 | 1900                                                 | 1930                                                 | 1960                                                 | 1981                                                 | 1991                                                 | 2001                                                 | 2004                                                 | 2021                                                 |
| 13202                                                | 29869                                                | 33314                                                | 36256                                                | 42979                                                | 43797                                                | 43421                                                | 44343                                                | 44609                                                | 41164                                                |

## Freguesies
- Anais
- Arca
- Arcos
- Arcozelo
- Ardegão
- Bárrio
- Beiral do Lima
- Bertiandos
- Boalhosa
- Brandara
- Cabaços
- Cabração
- Calheiros
- Calvelo
- Cepões
- Correlhã
- Estorãos
- Facha
- Feitosa
- Fojo Lobal
- Fontão
- Fornelos
- Freixo
- Friastelas
- Gaifar
- Gandra
- Gemieira
- Gondufe
- Labruja
- Labrujó
- Mato
- Moreira do Lima
- Navió
- Poiares
- Ponte de Lima
- Queijada
- Refóios do Lima
- Rendufe
- Ribeira
- Sá
- Sandiães
- Santa Comba
- Santa Cruz do Lima
- Santa Maria de Rebordões
- Seara
- Serdedelo
- Souto de Rebordões
- Vilar das Almas
- Vilar do Monte
- Vitorino das Donas
- Vitorino dos Piães

## Limians il·lustres
- António Feijó
- Norton de Matos
- Teófilo Maciel Pais Carneiro
- Abel Augusto de Almeida Carneiro